# Anton Schmaus (Koch)
Anton Schmaus (* 21. August 1981 in Regen) ist ein deutscher Koch. Seit August 2017 ist er auch Chefkoch der deutschen Fußballnationalmannschaft.

## Werdegang
Anton Schmaus wuchs in einer Gastronomenfamilie auf. In Viechtach führten seine Eltern in 13. Generation ein Hotel mit Restaurant. Nach der Ausbildung im Ein-Sterne-Restaurant Landhaus Feckl bei Franz Feckl in Ehningen wechselte Schmaus 2005 zu Martin Dalsass in das Restaurant Santabbondio in Sorengo und 2006 zu Jöhris Talvo in St. Moritz in der Schweiz. 2007 ging er zum F12 in Stockholm und 2008 zum Per Se in New York City.
Im Mai 2009 eröffnete er als Küchenchef das Historische Eck in Regensburg, das ab 2011 mit einem Stern im Guide Michelin ausgezeichnet wurde. Ende März 2014 schloss er das Restaurant wegen des auslaufenden Mietvertrags.
Im Juni 2014 eröffnete Schmaus das Restaurant Storstad (Schwedisch für Großstadt) im Regensburger Goliathhaus. Das Restaurant erhielt noch im Jahr der Eröffnung vom Guide Michelin (Ausgabe 2015) einen Stern und vom Gault-Millau 17 Punkte. Darüber hinaus wurde er im Gault-Millau als Aufsteiger des Jahres 2015 ausgezeichnet. Seit Herbst 2016 ist Josef Weig neben Schmaus Küchenchef.
Im Oktober 2016 eröffnete Schmaus das Sticky Fingers in Regensburg. Von 2017 bis 2022 führte er das Café Antoinette im Schloss St. Emmeram. Im August 2017 wurde er auch Chefkoch der deutschen Fußballnationalmannschaft. Ende 2019 eröffnete Schmaus im bisherigen Barbereich des Storstad die kleine Sushi-Bar Aska, in der der Japaner Atsushi Sugimoto Sushi zubereitet; 2021 wurde das Aska ebenfalls mit einem Michelinstern ausgezeichnet.

## Privates
Im Juni 2015 heiratete er die Schwedin Anna, die im Storstad die Gäste empfängt. Sie haben eine Tochter (* 2018).

## Auszeichnungen
- 2011–2014: Ein Stern im Guide Michelin für das Historische Eck
- 2014: Aufsteiger des Jahres 2015 im Gault-Millau[14]
- Seit 2015: Ein Stern im Guide Michelin für das Storstad
- Seit 2015: 17 Punkte im Gault-Millau[15]
- 2024: Küchenteam des Jahres von Der Große Restaurant & Hotel Guide[16]

## Veröffentlichung
- Anton Schmaus, Marcus Lauk: Steinalt & Kerngesund – Das Kochbuch, Draksal Fachverlag, Leipzig 2015, ISBN 978-3-86243-113-7.